# Pieter van Geer

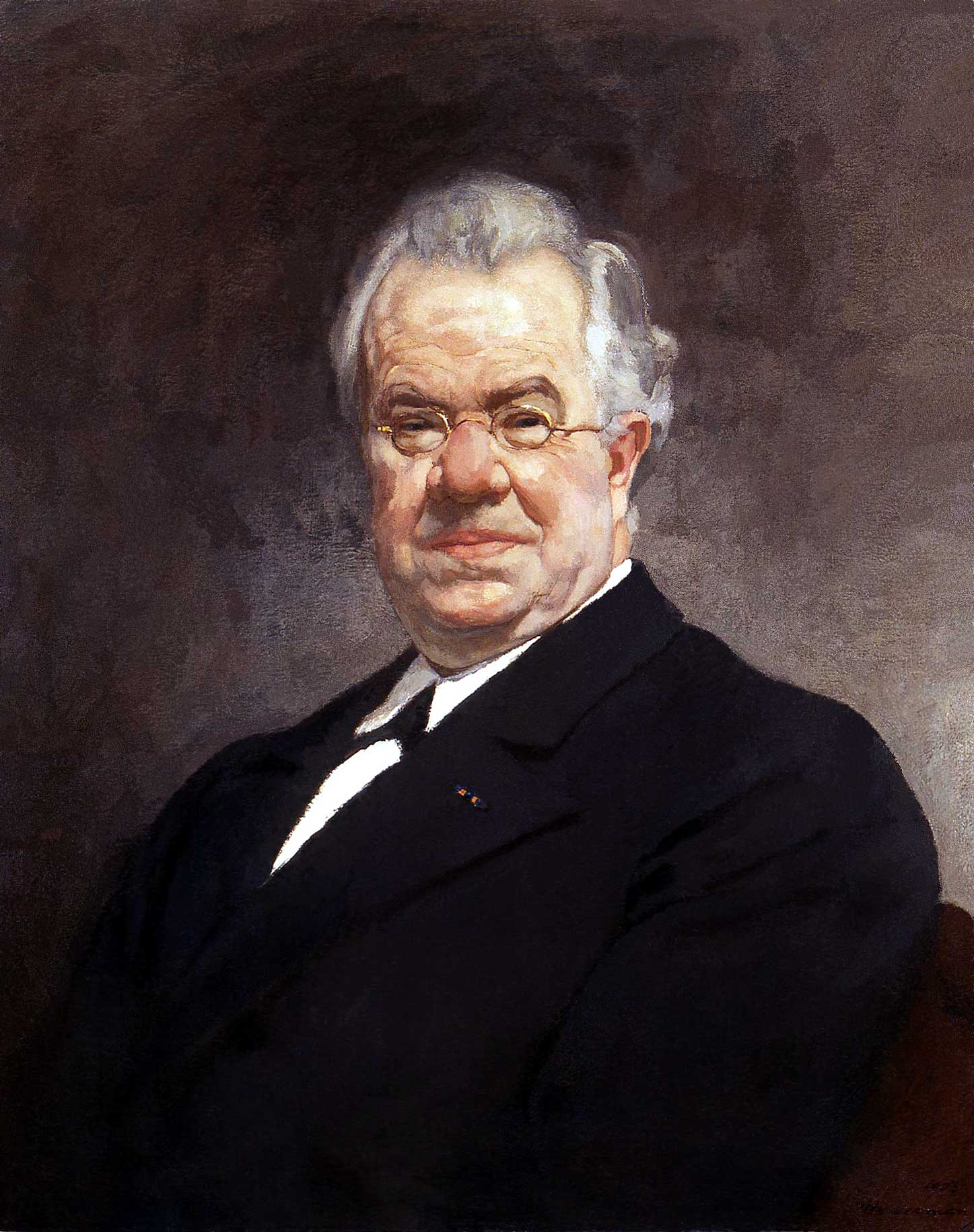
Pieter van Geer

Pieter van Geer (* 27. Juni 1841 in Leiden; † 3. Oktober 1919 in Den Haag) war ein niederländischer Mathematiker.

## Leben
Seine Eltern waren der einstige Schmied und Fabrikant Pieter van Geer (* 19. Januar 1808 in Leiderdorp) und Maria Catharina Cockuijt (auch: Cockuyt, * 3. Februar 1809 in Berkel, † 12. März 1876 in Boxmeer, verh. 24. Oktober 1837 in Zoeterwoude). Van Geer erhielt seinen elementaren Unterricht in Leiden und immatrikulierte sich am 21. September 1858 als Student der Philosophie an der Universität Leiden. Am 24. Oktober 1862 promovierte er dort unter Frederik Kaiser mit dem mathematischen Thema De geodetische lijnen op de ellipsoïde zum Doktor der philosophischen Wissenschaften. Daraufhin erhielt eine Lehrerstelle in Delft und wurde am 22. Januar 1867 zum außerordentlichen Professor der Mathematik und Mechanik an die Universität Leiden berufen. Diese Aufgabe übernahm er am 23. März 1867 mit der Antrittsrede De ontwikkeling van den geest, het hoogste doel van de beoefening der wiskunde. Am 24. Januar 1877 wurde er ordentlicher Professor, der genannten Fachrichtung. Seine Vorträge behandelten vor allem Ausführungen zur Geometrie und theoretischen Mechanik.
Zudem beteiligte er sich auch an den organisatorischen Aufgaben der Hochschule, war 1877 kurzzeitiger und 1882/83 amtierender Rektor der Alma Mater. Die letzte Aufgabe legte er mit der Rede Philosophiae naturalis principia mathematica nieder. Er war auch Ritter des Ordens vom niederländischen Löwen. Van Geer galt als eitel, was mit ihm den Umgang erschwerte. Zudem ist seine Vorliebe für Musik bekannt. Außerdem engagierte er sich für die Grundschulbildung und für Witwen und Waisen von Offizieren. Am 2. Juli 1902 wurde er aus gesundheitlichen Gründen emeritiert und verabschiedete sich am 15. September 1902 in den Ruhestand. Danach widmete er sich der Geschichte der mathematischen Wissenschaften, wozu er noch in Leiden gelegentlich Vorträge hielt.

## Familie
Van Geer verheiratete sich am 17. April 1867 in Delft mit Adriana Catharina Kleyn van Willigen (* um 1844 in Delft), die Tochter des Kaufmanns François Cornelis Kleijn van Willegen (* 30. Dezember 1813 in Delft; † 30. Dezember 1896 in Ginneken und Bavel) und dessen Frau Maria Petronella van der Willigen (* 14. November 1817 in Rotterdam; † 11. Juli 1893 in Ginneken und Bavel, verh. 11. Juli 1838 in Rotterdam). Aus der Ehe stammen Kinder. Von diesen kennt man:
- Pieter van Geer (* 16. Februar 1870 in Leiden)
- Willem van Geer (* 1872 in Leiden) verh. am 5. April 1923 in Rotterdam mit Luise Wilhelmine Christine Biebrichter
- Francois Cornelis  van Geer (* 22. Juli 1873 in Leiden, † 30. April 1941 in Amsterdam) verh. I. 30. Mai 1912 in Amsterdam mit Woutrina Johanna Hendrika Cornelia Hacke (* 4. November 1887 in Amsterdam, † 17. Februar 1924 ebenda) verh. II. 25. Oktober 1932 in Amsterdam mit Petronella Magdalena Lieftinck (* 23. September 1881 in Rauwerd)

## Werke (Auswahl)
- De geodetische lijnen op de ellipsoïde. Leiden 1862
- Leerboek Der Analytische Meetkunst. Leiden 1864
- Ontwikkeling van den geest, het hoogste doel van de beoefening der wiskunde. Leiden 1867 (Online)
- Lobatto's leerboek der rechtlijnige en bolvormige driehoeksmeting. Schoonhoven 1869
- Frederik Kaiser. Een woord van herinnering uitgesproken bij de heropening der academische lessen. 1872
- Onderzoek eener bijzondere omstandigheid der centrale beweging. Leiden 1872
- Leerboek der meetkunde. 1876
- Het wetsontwerp-Kappeyne en het regeeringsverslag omtrent het lager onderwijs. Leiden 1878
- Advies van den hoogleraar P. van Geer omtrent het kunstenaarsfonds der Maatschappij tot bevordering der Toonkunst. 1887
- Philosophiae naturalis principia mathematica. Redevoering op den 308sten jaargang der Leidsche Universiteit, 8 februari 1883. Leiden 1883
- Grondslagen der synthetische meetkunde. 1901
- Ons hooger onderwijs. Naar aanleiding van het ingediende wetsontwerp. 1903